# Il mio nome è Mallory... M come morte
Il mio nome è Mallory... M come morte è un film del 1971 diretto da Mario Moroni.

## Trama
L'ex colonnello in pensione Todd Harper si ritira nel suo ranch, ma anche un noto imprenditore Bart Ambler s'interessa della proprietà. Harper e il suo aiutante, Larry Mallory hanno una lotta tra le mani.